# Consolida uechtritziana
Consolida uechtritziana är en ranunkelväxtart som först beskrevs av Ernst Huth, och fick sitt nu gällande namn av Soó. Consolida uechtritziana ingår i släktet åkerriddarsporrar, och familjen ranunkelväxter. Inga underarter finns listade i Catalogue of Life.